# 克拉皮溫斯基區

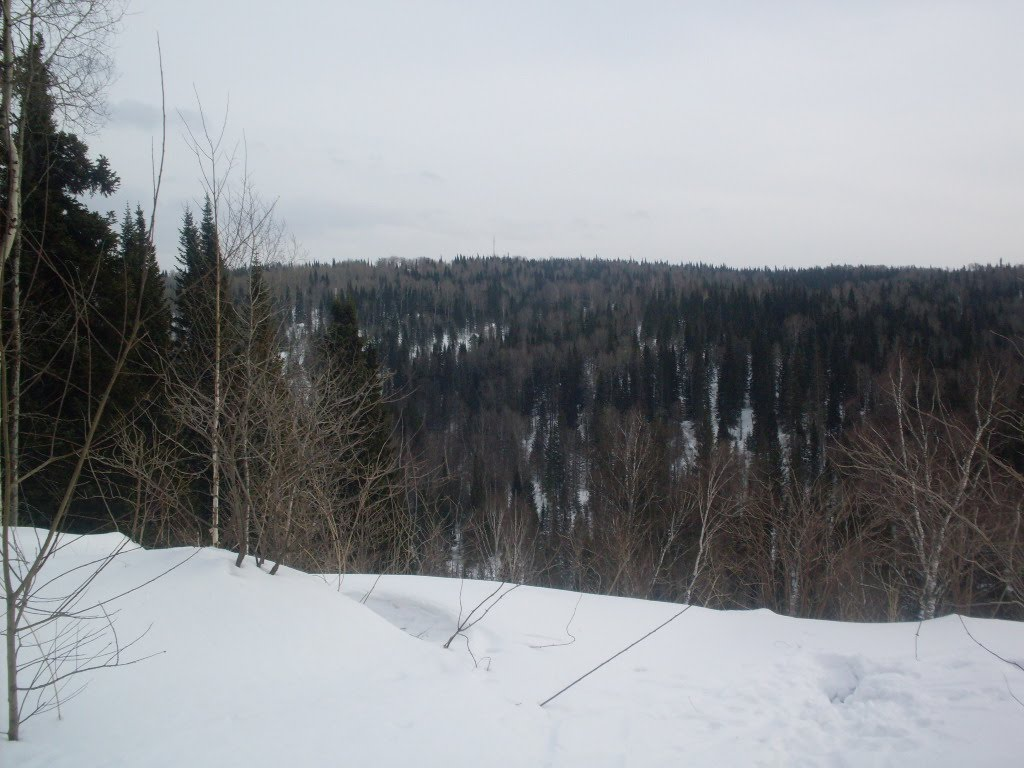

55°00′21″N 86°48′24″E / 55.00583°N 86.80667°E
克拉皮溫斯基區（俄语：Крапивинский район），是俄羅斯的一個區，位於該國南部，由科麥羅沃州負責管轄，面積6,900平方公里，2010年人口24,533，人口密度每平方公里3.56人。